# زينال مرداني (مقاطعة فيروزآباد)
زينال مرداني (بالإنجليزية: Mazraeh-ye Zeynal Mardani)‏ هي منطقة سكنية تقع في فارس في إيران.